# Grigiškės
Grigiškės ( escoltar (?·pàg.)) és un barri en el municipi de la ciutat de Vílnius, Lituània. És un barri industrial amb AB Grigiškės, una important fàbrica de paper construïda el 1923. Grigiškės està situat a la vora del riu Voke, al sud del riu Neris.

## Història
Monticles dels segles V al X, mostren que les terres dels voltants van ser habitades des de fa molt de temps. Els llogarets Kunigiškės, Kauno Voke y Salos-Afindevičiai es trobaven allà, l'establiment modern de Grigiškės va ser fundat en el segle xx.
El nom li va ser donat per Grigas Kurecas un industrial d'ascendència de Belarús, que va construir una fàbrica de paper i cartó i una central elèctrica d'aigua.
Per conseqüències de la guerra, la fàbrica va ser ampliada, molts nous llocs de treball van ser creats i molts dels treballadors belarussos, procedents de Sibèria, a qui es va prohibir viure a Vílnius es van establir a Grigiškės. A la Unió Soviètica la fàbrica Grigiškės també fabricava plaques de fibra de fusta. El 15 de maig de 1958, va esdevenir un establiment de tipus urbà i es van establir les primeres escoles lituanes. El 1968 es va construir una biblioteca. El 10 de desembre de 1996, pel decret de la presidenta lituana, l'escut d'armes de la ciutat va ser finalment validat. Des del 19 de març d'any 2000 (oficial des del 21 de desembre de 1999), Grigiškės ha format part del districte municipal de Vílnius.